# NGC 1302
NGC 1302 је спирална галаксија у сазвежђу Пећ која се налази на NGC листи објеката дубоког неба.
Деклинација објекта је - 26° 3' 38" а ректасцензија 3h 19m 51,1s. Привидна величина (магнитуда) објекта NGC 1302 износи 10,7 а фотографска магнитуда 11,6. Налази се на удаљености од 20,0000 милиона парсека од Сунца. NGC 1302 је још познат и под ознакама ESO 481-20, MCG -4-8-58, IRAS 03177-2614, PGC 12431.